# Nahuel Buchaillot
Nahuel Buchaillot (Mendoza, Argentina, 7 de agosto de 2000) es un baloncestista argentino que se desempeña como base en San Isidro de la La Liga Argentina.

## Trayectoria
Formado en la cantera de Andes Talleres, fue reclutado en 2017 por Instituto, club con el que actuó en la Liga de Desarrollo, fue campeón del Tour 3x3 y debutó en la Liga Nacional de Básquet en marzo de 2019. 
En septiembre de 2019 dejó la máxima categoría del baloncesto profesional argentino para disputar La Liga Argentina con Salta Basket, aunque esa temporada tuvo también la oportunidad de actuar en la Liga Sudamericana de Clubes.
Posteriormente retornó a Instituto, pero, relegado al banco de suplentes, optó por unirse nuevamente a Salta Basket en la segunda división.
Buchaillot se incorporó a Barrio Parque, otro elenco de La Liga Argentina, en agosto de 2021. Permaneció tres años con los cordobeses, convirtiéndose en una pieza fundamental del equipo.
En junio de 2024 fue anunciado como refuerzo de San Isidro.

### Clubes
| Club          | País      | Año             |
| ------------- | --------- | --------------- |
| Instituto     | Argentina | 2019            |
| Salta Basket  | Argentina | 2019 - 2020     |
| Instituto     | Argentina | 2020            |
| Salta Basket  | Argentina | 2021            |
| Barrio Parque | Argentina | 2021 - 2024     |
| San Isidro    | Argentina | 2024 - Presente |